# ソネクア・マーティン＝グリーン
ソネクア・マーティン＝グリーン（Sonequa Martin-Green, 1985年3月21日 - ）は、アメリカ合衆国の女優。『スタートレック：ディスカバリー』の主人公マイケル・バーナム役、『ウォーキング・デッド』のサシャ役で知られる。活動初期にはインデペンデント映画に出演後、『グッド・ワイフ』のコートニー・ウェルズ役で初のレギュラーを獲得。『ワンス・アポン・ア・タイム』にはタマラ役で準レギュラー出演した。

## 生い立ち
アラバマ州ラッセルビルで生まれる。心理学者になろうと思っていたが、高校の頃に舞台の稽古をしていて、自分の目指す道は俳優だと気づく。2007年にアラバマ大学で演劇の学位を得て卒業した。

## キャスト
テレビシリーズ『グッド・ワイフ』、『NYC 22』、『ワンス・アポン・ア・タイム』などに複数話出演した。
2012年からは『ウォーキング・デッド』の第3シーズンにサシャ役で複数回出演した。同シリーズの第4シーズンからはレギュラーキャストに昇格した。

## 私生活
2010年に俳優のケンリック・グリーンと結婚。2015年に第一子を出産した。『ウォーキング・デッド』の第5シーズン撮影時にはお腹が大きくなっていたが、分厚い衣装で隠し、銃も通常より大きなものを使用した。2020年には第二子を出産した。

## フィルモグラフィ
| 年   | 作品                                                           | 役名                 | 備考       |
| ---- | -------------------------------------------------------------- | -------------------- | ---------- |
| 2005 | Not Quite Right                                                | Coco Delight         | ビデオ映画 |
| 2007 | I-Can-D                                                        | VJ                   | 短編映画   |
| 2008 | Blind Thoughts                                                 | ジェナ・ロペス       |            |
| 2009 | Toe to Toe                                                     | トシャ               |            |
| 2009 | Rivers Wash Over Me                                            | ショーナ・キング     |            |
| 2011 | Da Brick                                                       | レイチェル           |            |
| 2011 | Yelling to the Sky                                             | ジョジョ・パーカー   |            |
| 2012 | 宇宙戦争 バトル・オブ・ダークサイド・ムーン Shockwave Darkside | Private Lang         |            |
| 2019 | クリスマスが教えてくれたこと Holiday Rush                      | ロキシー             |            |
| 2020 | The Outside Story                                              | Isha                 |            |
| 2021 | スペース・プレイヤーズ Space Jam: A New Legacy                 | カマイヤ・ジェームズ |            |

| 年        | 作品                                                    | 役名                 | 備考                                                                                |
| --------- | ------------------------------------------------------- | -------------------- | ----------------------------------------------------------------------------------- |
| 2008      | LAW & ORDER:犯罪心理捜査班 Law & Order: Criminal Intent | キアナ・リッチモンド | 第7シーズン第19話「過ぎたイタズラ」                                                 |
| 2009      | アーミー・ワイフ Army Wives                             | カネッサ・ジョーンズ | 計3話出演                                                                           |
| 2009-2011 | グッド・ワイフ The Good Wife                            | コートニー・ウェルズ | 計8話出演                                                                           |
| 2011      | ゴシップガール Gossip Girl                              | ジョアンナ           | 第5シーズン第3話「否定の輝き」                                                      |
| 2012      | NYC 22                                                  | ミシェル・テリー     | 計5話出演                                                                           |
| 2012-2018 | ウォーキング・デッド The Walking Dead                   | サシャ・ウィリアムズ | シーズン3：サブ・キャスト シーズン4-7：メイン・キャスト シーズン9：ゲスト・キャスト |
| 2013      | ワンス・アポン・ア・タイム Once Upon a Time             | タマラ               | 計7話出演                                                                           |
| 2016-2017 | New Girl / ダサかわ女子と三銃士 New Girl                | Rhonda               | 計2話出演                                                                           |
| 2017-2024 | スタートレック:ディスカバリー Startrek:Discovery        | マイケル・バーナム   | 主演。シーズン4から20話以上でプロデューサーも務める。                               |
| 2017–2018 | After Trek                                              | 本人                 | 計2話出演                                                                           |
| 2019–2022 | The Ready Room                                          | 本人                 | 計6話出演                                                                           |
| 2021      | Invincible                                              | Alana / Green Ghost  | 声の出演                                                                            |